# شارلوت بست
شارلوت بست (انگلیسی: Charlotte Best؛ زادهٔ ۱۶ ژانویهٔ ۱۹۹۴) بازیگر و مدل اهل استرالیا است. وی از سال ۲۰۰۷ میلادی تاکنون مشغول فعالیت بوده‌است.
از فیلم‌ها یا مجموعه‌های تلویزیونی که وی در آن‌ها نقش داشته‌است، می‌توان به خانه و دوری و تایدلندز اشاره نمود.